# Herbert Walter
Herbert Walter (* 10. August 1953 in Prien am Chiemsee) ist ein ehemaliger deutscher Bankmanager.

## Leben
Nach seinem Studium der Betriebswirtschaftslehre an der Ludwig-Maximilians-Universität München (1974–1979) promovierte Walter zum Dr. rer. pol. 1983 trat er in die Deutsche Bank ein, wo er ab 1999 Bereichsvorstand sowie Vorstandssprecher der Bank 24 war. Seit 2003 war Walter Vorstandsvorsitzender der Dresdner Bank und zugleich Vorstandsmitglied des Versicherungskonzerns Allianz SE. Nach seiner ab 2009 laufenden Tätigkeit als selbständiger Berater trat Herbert Walter am 15. Januar 2015 das Amt des Sprechers des Leitungsausschusses des Finanzmarktstabilisierungsfonds SoFFin an. Herbert Walter ist verheiratet und hat drei Kinder.